# 三森泰明
三森 泰明（みつもり やすあき、1946年11月23日 - 2019年5月19日）は、東京都出身の元バレーボール選手。1968年メキシコオリンピックバレーボール男子銀メダリスト。
フライングレシーブの考案者という説がある。